# 瀬川村 (長崎県)
瀬川村（せがわむら）は、長崎県の西彼杵半島にあった村。西彼杵郡に属した。1957年（昭和32年）に南西隣の西海村と合併し、あらためて発足した西海村の一部となった。
現在の西海市西海町の北東部にあたる。

## 地理
西彼杵半島の北部に位置し、北岸を佐世保湾に接する。
- 島嶼：浄土島、八ノ子島
- 河川：高地川、木場川、面高川
- 港湾：瀬川港、横瀬浦、巣喰ノ浦

## 沿革・歴史
- 1889年（明治22年）4月1日 - 町村制施行により、横瀬村と川内村が合併し西彼杵郡瀬川村が発足。
- 1956年（昭和31年）8月27日 - 竜巻が発生。71戸が全壊[2]。
- 1957年（昭和32年）3月31日 - 西海村と合併して改めて西海村が発足し、瀬川村は自治体として消滅。

## 地名
郷を行政区域とする。また、郷の名称に大字（川内・横瀬）を冠する。
大字川内
- 太田原郷
- 木場郷（こば）
- 丹納郷
- 本郷[5]

大字横瀬
- 本郷[6]
- 水浦郷

## 名所・旧跡
- 横瀬浦